# ترزا کراکوویچووا
ترزا کراکوویچووا (چکی: Tereza Krakovičová؛ زادهٔ ۱۰ ژوئیهٔ ۱۹۸۷) بازیکن بسکتبال زن اهل جمهوری چک است.
وی در مسابقات کشوری و بین‌المللی در مجموع برندهٔ ۱ مدال نقره شده‌است.